# Oboronia liberiana
Oboronia liberiana är en fjärilsart som beskrevs av Henry Stempffer 1950. Oboronia liberiana ingår i släktet Oboronia och familjen juvelvingar. IUCN kategoriserar arten globalt som livskraftig. Inga underarter finns listade i Catalogue of Life.